# 이토 료타로
이토 료타로(일본어: 伊藤 涼太郎, 1998년 2월 6일 ~ )는 일본의 축구 선수이다. 현재 벨기에 프로 리그의 신트트라위던 VV의 임대 선수이다.

## 구단 경력
그는 2016년부터 2023년까지 J리그의 우라와 레즈, 미토 홀리호크, 오이타 트리니타, 알비렉스 니가타에서 활동하였다.

## 국가대표팀 경력
그는 2024년 1월 1일 태국과의 경기에서 일본 국가대표팀에 데뷔했다.

## 통계
| 일본 | 일본 | 일본 |
| 연도 | 출전 | 득점 |
| ---- | ---- | ---- |
| 2024 | 1    | 0    |
| 통산 | 1    | 0    |